# Laguna Huachucocha
La laguna Huachucocha, es un cuerpo de agua dulce situado en el distrito peruano de San Luis, provincia de Carlos Fermín Fitzcarrald, región Áncash dentro de la zona de amortiguamiento del parque nacional Huascarán. Forma parte de la cuenca hidrográfica del río Yanamayo, que avena al Marañón y este al Amazonas, en la vertiente del Atlántico. Se encuentra a 4250 m s. n. m., al pie de una montaña de 4400 m s. n. m. que lleva el mismo nombre.
Su equipamiento turístico consiste en un sendero de 1 km desde la carretera San Luis - Huari, un cobertizo de paja y un embarcadero con botes.